# محمدجواد راستی لاری
محمدجواد راستی لاری (زادهٔ ۱۳۲۷ در لار) نمایندهٔ حوزهٔ انتخابیهٔ لارستان در دورهٔ سوم مجلس شورای اسلامی بوده‌است. وی پیش‌تر در دورهٔ دوم نیز عضو این مجلس بود.